# ميزانية دلتا في
في الديناميكا الفلكية وعلم الفضاء الجوي، تُعتبر ميزانية دلتا في تقديرًا للتغيير الكلي في السرعة (دلتا في) المطلوب في المهمات الفضائية.  وهي مجموع دلتا في المطلوبة لأداء كل مناورة صاروخية أثناء المهمة. في معادلة الصاروخ لتسيولكوفسكي، تحدد دلتا في مقدار الوقود المطلوب لمركبة فضائية ذات كتلة ونظام دفع معين.
دلتا في هي كمية قياسية تعتمد فقط على المسار المطلوب وليس على كتلة المركبة الفضائية. فمثلًا، على الرغم من الحاجة إلى مزيد من الوقود لنقل قمر اتصالات ثقيل من مدار أرضي منخفض إلى مدار جغرافي ثابت مقارنةً بقمر صناعي أخف، فإن دلتا في المطلوبة هي نفسها في كلا الحالتين. تُجمع دلتا في أيضًا، على عكس فترات حرق وقود الصاروخ الذي يكون له تأثير أكبر لاحقًا في المهمة بعد استهلاك الكثير من الوقود.
تُعد جداول دلتا في المطلوبة للتنقل بين الوجهات المختلفة في الفضاء مفيدةً خلال التخطيط المفاهيمي للمهمات الفضائية. في حالة عدم وجود غلاف جوي، تكون دلتا في هي نفسها عادةً لتغير المدار في كلا الاتجاهين؛ أي أن اكتساب السرعة وفقدانها يكلفان جهدًا متساويًا. يمكن استخدام الغلاف الجوي لإبطاء المركبة الفضائية عن طريق الكبح الجوي.
قد تأخذ ميزانية دلتا في قيمًا مختلفة لفئات متعددة من المناورات، أي دلتا في لكل مناورة، وعدد المناورات المطلوبة طوال المهمة، ودلتا في الكلية، تمامًا مثل الميزانية المالية النموذجية. نظرًا لاختلاف دلتا في اللازمة لإنجاز المهمة باختلاف الموضع النسبي للأجرام الجاذبة، فغالبًا ما تُحسب نوافذ الإطلاق باستخدام مخططات بوركشوب التي تُظهر مخطط دلتا في مرسومًا مع وقت الإطلاق.

## المبادئ العامة
تُظهر معادلة الصاروخ لتسيولكوفسكي تناسب دلتا في للمرحلة الصاروخية مع لوغاريتم نسبة كتلة المركبة المُعبئة بالوقود إلى كتلتها وهي فارغة، ومع الاندفاع النوعي لمحرك الصاروخ. يتمثل أحد الأهداف الرئيسية خلال تصميم مسارات المهام الفضائية في تقليل دلتا في المطلوبة لتقليل حجم وكلفة الصاروخ اللازمة لتسليم أي حمولة معينة إلى وجهتها بنجاح.
يمكن حساب أبسط ميزانية لدلتا في باستخدام مدار هوهمان الانتقالي، الذي ينقل المركبة من مدار دائري إلى مدار دائري آخر في نفس المستوى عبر مدار انتقالي اهليجي الشكل. في بعض الحالات، يمكن أن يستهلك الانتقال الإهليجي الثنائي دلتا في أقل.
يُجرى نقل أكثر تعقيدًا عندما لا تكون المدارات في نفس المستوى. في هذه الحالة، هناك دلتا في إضافية ضرورية لتغيير مستوى المدار. يحتاج تغيير سرعة المركبة الفضائية عند نقطة تقاطع المدارين إلى حرق الكثير من الوقود وعادةً ما تكون دلتا في عالية للغاية. مع ذلك، يمكن ألا يستهلك تغيير مستوى المدار أي وقود تقريبًا في بعض الحالات إذا استُخدمت جاذبية وكتلة جرم كوكبي لأداء التغير. في حالات أخرى، فإن الانتقال إلى نقطة أوج مرتفعة نسبيًا يخفض سرعة المركبة قبل تغيير المستوى ويمكن أن يقلل ذلك من دلتا في المطلوبة.
يمكن استخدام تأثير المقلاع لزيادة سرعة/طاقة المركبة؛ فعندما تحلق المركبة الفضائية بجانب جرم كوكبي أو قمري، يمكن زيادة (أو تقليل) السرعة المدارية للمركبة الفضائية بالنسبة للشمس أو كوكب آخر.
يمكن أيضًا استخدام تأثير أوبيرث لتقليل دلتا في المطلوبة بشكل كبير، لأن استخدام الوقود عند نقطة مدارية ذات طاقة كمون منخفضة/سرعة عالية يضاعف تأثير حرق الوقود. فمثلًا، دلتا في الخاصة بمدار هوهمان الانتقالي عند الانتقال من مدار أرضي إلى مدار مريخي (للتغلب على جاذبية الشمس) هي عدة كيلومترات في الثانية، لكن حرق الوقود بشكل تدريجي من مدار أرضي منخفض (إل إي أوه) فوق موضع حرق الوقود للتغلب على جاذبية الأرض سيستهلك وقودًا أقل بكثير إذا تم الحرق بالقرب من الأرض مما لو أجري حرق مدار المريخ الانتقالي في مدار بعيد حول الأرض.
هناك تأثير أقل استخدامًا يُعرف باسم الانتقال منخفض الطاقة. هذا تأثير غير خطي للغاية يعتمد على الرنين المداري واختيار مسارات قريبة من نقاط لاغرانج. يمكن أن تكون هذه المسارات بطيئة جدًا، ولكنها تستهلك دلتا في قليلة للغاية.
نظرًا لأن دلتا في تعتمد على موضع وحركة الأجرام السماوية، خاصةً عند استخدام تأثير المقلاع وتأثير أوبيرث، فإن ميزانية دلتا في تعتمد على وقت الإطلاق. يظهر هذا الاعتماد في مخططات بوركشوب.
عادةً ما تتطلب تصحيحات المسار ميزانية دلتا في إضافية. لا توفر أنظمة الدفع أبدًا دفعًا دقيقًا في الاتجاه الصحيح بالضبط في جميع الأوقات، كما أن الملاحة تزيد من عدم اليقين. يجب الاحتفاظ ببعض الوقود لتصحيح هذه الاختلافات عن المسار المثالي.